# خدمتکاری در منهتن
خدمتکاری در منهتن (به انگلیسی: Maid in Manhattan) فیلمی کمدی رمانتیک محصول ۲۰۰۲ به کارگردانی وین وانگ و با شرکت جنیفر لوپز و رالف فاینس است. داستان فیلم در مورد ماریسا (جنیفر لوپز) خدمتکاری در یکی از هتل‌های شهر منهتن است که به‌طور تصادفی با کریستوفر مارشال (رالف فاینس) کاندیدای نمایندگی مجلس رو به رو می‌شود و کریستوفر از ماریسا خوشش میآید و این در حالی است که از شغل وی که خدمتکاری در هتل است خبر ندارد.

## بازیگران
- جنیفر لوپز - ماریسا ونتورا
- رالف فاینس - کریستوفر مارشال
- ناتاشا ریچاردسون - کارولاین لین
- استنلی توچی - جری سیگال
- مدی کرنمن - لیزت